# Worms World Party
Worms World Party (рус. Червяки: Мировая вечеринка) — компьютерная игра жанра артиллерии с элементами стратегии, разработанная Team17. Выпущена 16 марта 2001 года для PC, Pocket PC, Playstation, Dreamcast, отдельно для N-Gage и Symbian. В 2002 году проект вошёл в сборник Worms Triple Pack для Windows.

## Игровой процесс

Как и предыдущие части серии, Worms World Party представляет собой пошаговую стратегическую игру, выполненную в двухмерной графике

Это была последняя двухмерная игра в серии перед трёхмерной Worms 3D. По сути, она является усовершенствованной версией своей предшественницы Worms Armageddon, и, как следствие, имеет абсолютно аналогичное меню, набор вооружения и геймплей. Тем не менее миссии в ней другие, а также имеются свои особенности. Это первая игра серии, где присутствует подробный справочник по оружию, а также Вормпот — возможность для мультиплеерной игры случайным образом комбинировать три настройки, каждая из которых отвечает за усиление определённого класса оружия или же другие условия, призванные сделать раунд более интересным и непредсказуемым.
Цель игры — уничтожить всех вражеских червей с помощью своей команды и оружия. В Worms World Party игрок имеет возможность играть против компьютера, проходить миссии, играть против реальных игроков на одном компьютере (до восьми игроков на одном компьютере) и через интернет.
Перед началом коллективной игры игрок может задавать множество настроек, относящихся к игре (количество здоровья червей, набор оружия и другие). Есть также одиночные миссии, в которых игрок зарабатывает очки, открывает новые возможности и другое.

## HD-версия
Team17 в июне 2015 года на своём официальном канале YouTube выпустила трейлер игры Worms World Party Remastered. По словам разработчиков, игроки получат в ремейке поддержку высокого разрешения, поддержку геймпада, режим достижений, таблицы лидеров и улучшенные звуковые эффекты. Релиз состоялся 16 июля 2015 года на Windows.

## Оценки и мнения
| Сводный рейтинг       | Сводный рейтинг | Сводный рейтинг | Сводный рейтинг | Сводный рейтинг              |
| Издание               | Оценка          | Оценка          | Оценка          | Оценка                       |
| Издание               | Dreamcast       | GBA             | N-Gage          | PC                           |
| --------------------- | --------------- | --------------- | --------------- | ---------------------------- |
| GameRankings          | 80,78 %         | 64 %            | 80,08 %         | 76,80 % 67,50 % (Remastered) |
| Game Ratio            | 81 %            | 73 %            | N/A             | 74 %                         |
| Metacritic            | 79/100          | 75/100          | N/A             | 75/100                       |
| MobyRank              | 78/100          | 68/100          | 76/100          | 75/100                       |
| Русскоязычные издания |                 |                 |                 |                              |
| Издание               | Оценка          | Оценка          | Оценка          | Оценка                       |
| Издание               | Dreamcast       | GBA             | N-Gage          | PC                           |
| Game.EXE              | N/A             | N/A             | N/A             | 4/5                          |

Worms World Party получила в основном положительные отзывы от критиков. На сайте Metacritic средняя оценка составляет 79 баллов из 100 в версии для Dreamcast и 75 баллов из 100 для ПК и Game Boy Advance. Схожая статистика опубликована на GameRankings: 80,78 % для Dreamcast, 80,08 % для N-Gage, 76,80 % для ПК и 64 % для Game Boy Advance. Обозреватели хвалили весёлый геймплей, особенно в многопользовательском варианте игры, однако критике подверглось малое количество изменений по сравнению с предыдущей частью серии — Worms Armageddon.
Переиздание Worms World Party Remastered получило смешанные отзывы, на GameRankings средняя оценка составляет 67,50 %. Причиной сдержанных отзывов являются различные технические недоработки, связанные с оптимизацией, графикой и не всегда работающим мультиплеером.